# 卡拉斯科國家公園
17°23′S 65°03′W / 17.383°S 65.050°W

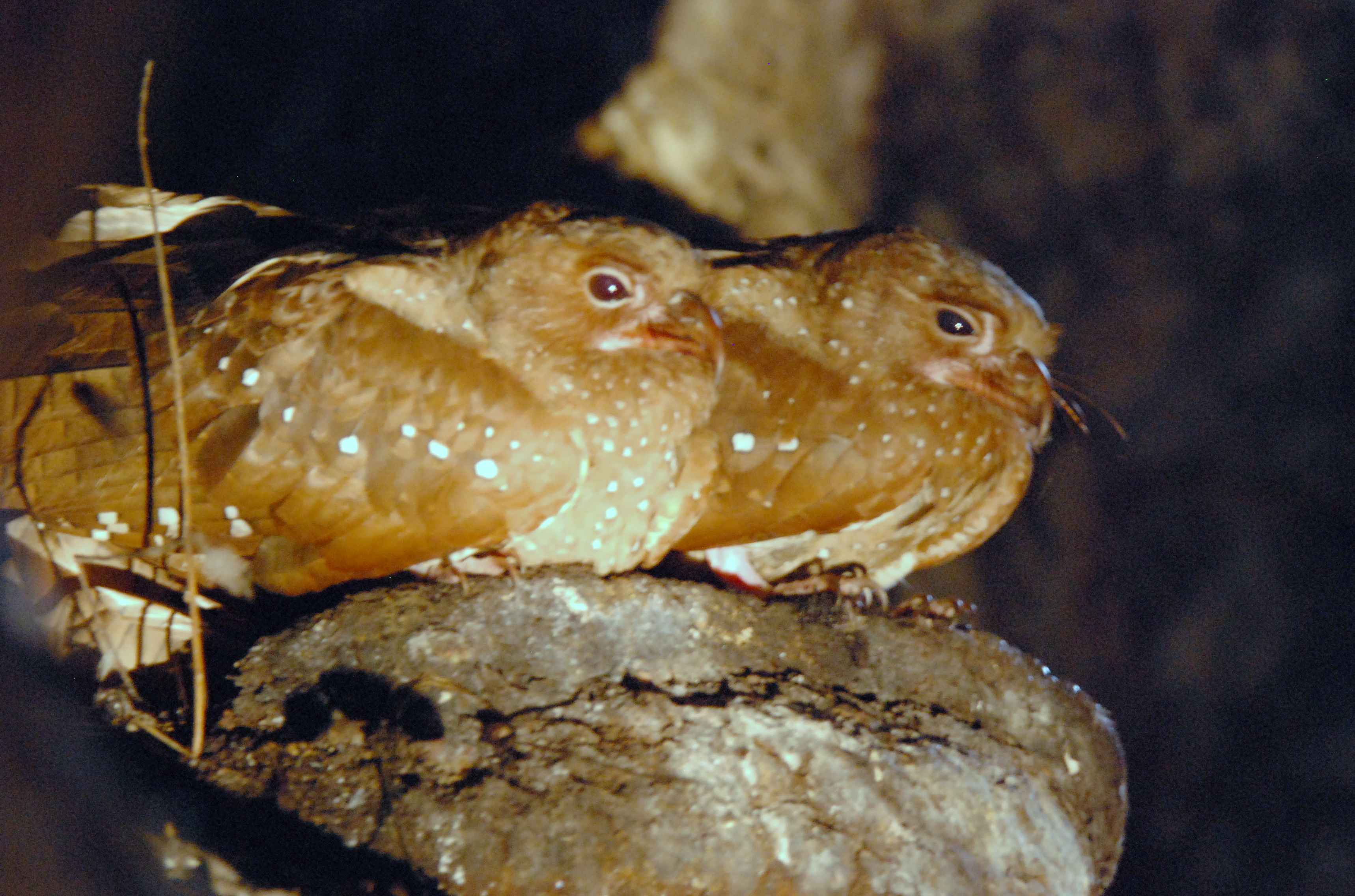

卡拉斯科國家公園是玻利維亞的國家公園，由科恰班巴省負責管轄，成立於1991年10月11日，佔地6,226平方公里，最高點海拔高度4,717米，每年平均降雨量5,000毫米，該地區有超過5,000種植物。

## 外部連結
- www.parkswatch.org / Carrasco National Park （页面存档备份，存于）
- Carrasco National Park